# Reactable
El Reactable™ és un instrument de música electroacústica, dissenyat com una nova tecnologia per fer música i interaccionar amb els sintetitzadors. Va néixer amb la idea de recuperar la gestualitat, la visió, la multidimensionalitat que té l'electrònica i els nous mitjans audiovisuals. Va ser desenvolupat a partir de l'any 2003 per l'equip d'investigació en interacció format per Sergi Jordà, Marcos Alonso, Martin Kaltenbrunner i Günter Geiger del Music Technology Group de la Universitat Pompeu Fabra de Barcelona

## Funcionament i estructura
El Reactable presenta un disseny simple i intuïtiu que permet experimentar als més novells i arribar al virtuosisme als professionals.
L'instrument utilitza com a interfície tangible una taula rodona translúcida i lluminosa que permet als intèrprets controlar el sistema manipulant objectes. Una càmera de vídeo situada a sota la taula analitza contínuament la superfície de la taula i fa un seguiment de la posició i orientació dels objectes que es distribueixen en ella. Aquests objectes són passius i de diferents formes, sense sensors i cadascun té la seva funció dedicada exclusivament a la generació, modificació o control del so. Els usuaris interaccionen movent i connectant els objectes entre si, canviant-ne les posicions i l'orientació de les cares (en el cas dels objectes volumètrics). Controlant aquestes accions i combinant diversos elements com sintetitzadors, efectes o loops, es poden crear infinitats de composicions musicals. També des de sota la taula, un projector dibuixa animacions dinàmiques de colors a la seva superfície donant informació sobre l'estat del sintetitzador i els aspectes sonors que s'estan duent a terme. D'aquesta manera, les interaccions entre els diversos objectes es fan visibles i la música del Reactable es converteix en quelcom tangible.
Els usuaris del Reactable poden canviar el comportament dels objectes tocant i interaccionant amb els dits sobre la superfície de la taula degut a la tecnologia multitacte. No hi ha límit d'intèrprets que poden utilitzar-lo simultàniament, ja que es va dissenyar amb la idea de la col·laboració.

## ReacTIVision
El sistema ReacTIVision és el programari que hi ha darrere el Reactable i que fa possible el component de la visió en l'instrument. Va ser desenvolupat pels membres del MTG Martin Kalternbrunner i Ross Bencina. És un codi obert per al seguiment del tipus, la localització i l'orientació dels marcadors visuals en una transmissió de vídeo a temps real. Va ser dissenyat principalment com un conjunt d'eines per al desenvolupament ràpid de les interfícies basades en taules tangibles i les superfícies interactives multitacte. Processa imatges de 60 frames amb una resolució de 640x80 píxels en un sistema Athlon a 2 GHz i envia les dades adquirides a través de TUIO, un protocol per a superfícies tangibles multitacte.
Aquest programari és compatible amb els sistemes operatius de Windows, Mac OS X i Linux.

## Presentacions
El Reactable es va presentar per primera vegada en públic el 2005 en el Congrés Internacional de música per ordinador a Barcelona. Aquest instrument electrònic era un projecte de recerca interna per l'ús d'investigadors i de la comunitat de música electrònica. Però a partir de videos que es van penjar a la xarxa demostrant el seu funcionament, el Reactable es va donar a conèixer i va arribar a la cantant islandesa Björk, la qual va ser la primera a utilitzar-lo en concert en la seva gira mundial “Volta”. El va estrenar a la preestrena de la gira a París i Damian Taylor va ser l'encarregat de tocar el Reactable als escenaris durant 80 concerts. A partir d'aquí, l'instrument es va popularitzar i altres músics l'han integrat a les seves actuacions són Fussible & Bostich de Nortec Collective, la banda Nero, David Guetta i l'autor català Guillamino.
El Reactable s'ha presentat a diversos festivals i congressos com l'Ars Electronica (Àustria), el Sónar (Barcelona),NIME, el Transmediale (Berlín), el Siggraph (Boston) i el CODE Festival (Vancouver). Amb els anys, l'equip liderat per Sergi Jordà ha realitzat més de 150 presentacions i concerts a més de 30 països.

## Reactable Systems
Reactable Systems és l'empresa spin off fundada l'any 2009 que comercialitza el Reactable i que col·labora amb el Music Technology Group. Apliquen les noves tecnologies en la interacció de les persones amb els ordinadors, la tecnologia musical i les imatges. A partir del primer prototip de Reactable, ha llençat al mercat diferents versions.

### Reactable live!
Aquesta versió està dissenyada perquè músics i dj's el pugin als escenaris. Reuneix totes les característiques del Reactable original però és portàtil i més fàcil de configurar.

### Reactable Mòbil
El Reactable Mòbil va ser llençat a finals de 2010 amb l'objectiu d'apropar l'instrument a més gent a partir dels dispositius mòbils. Aquesta versió es basa en el programari del Reactable però amb la diferència que tota la interacció amb l'instrument és tàctil i no amb objectes físics. Amb el Reactable Mòbil es pot accedir directament a la comunitat Reactable on es poden descarregar continguts musicals d'artistes de renom i crear, guardar i compartir amb altres usuaris les pròpies creacions amb l'instrument.
Reactable Systems ha comercialitzat l'aplicació per smartphones i tablets per als sitstemes operatius iOS i Android. La versió per a smartphone és molt senzilla, però la de tablets comença a ser utilitzada per a músics i dj's en concerts.

### Reactable Experience
El Reactable Experience està dissenyat per a espais públics i institucions com museus, centres de ciència, galeries d'art, escoles i universitats. A diferència del Reactable original, que està pensat per a músics professionals, aquesta versió és més col·laborativa, intuïtiva i didàctica.
Alguns dels centres d'arreu del món on es pot trobar el Reactable Experience són:
- Intech Science Center, Regne Unit
- Discovery World, Estats Units
- Polymechanon Science Center, Grècia
- Museo Laberinto de las Ciencias y las Artes, Mèxic
- Montréal Science Centre, Canadà
- Exposició itinerant per Espanya al CosmoCaixa
- SKM, Alemanya
- Santralistanbul, Turquia
- Museum für Kommunikation, Suïssa
- Science Centre Singapore, Singapur
- Sub Mic Pro, Itàlia
- Experimenta, Alemanya
- Discovery Place, Estats Units
- Science Galler, Irlanda
- Copernicus Science Centre, Polònia

## Premis

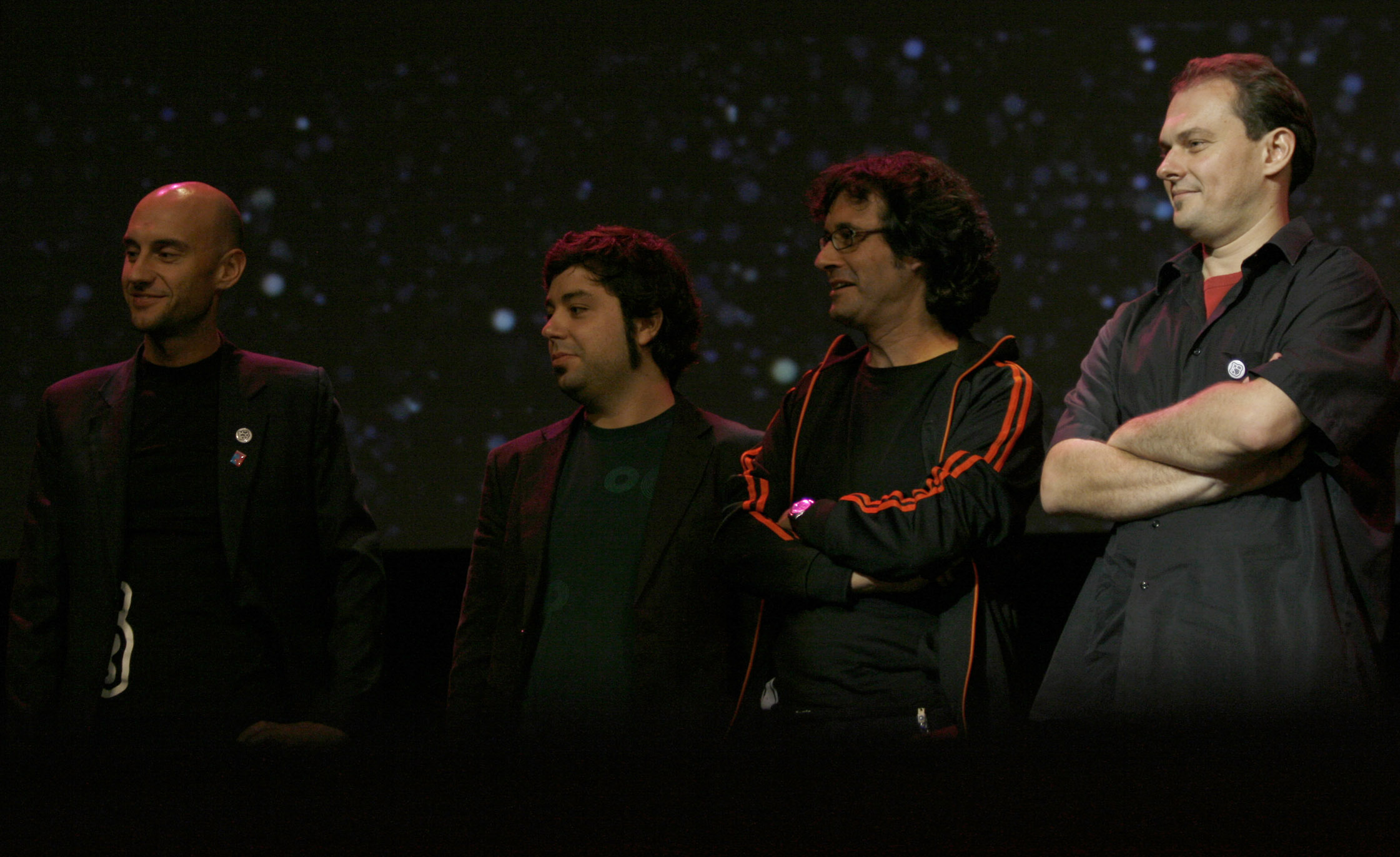
Günter Geiger, Marcos Alonso, Sergi Jordà i Martin Kaltenbrunner l'equip del Reactable, rebent el Golden Nica al Prix Ars Electronica 2008

- Premi Ciutat de Barcelona, “Multimèdia”, 2007
- Hot Instrument of the Year, Rolling Stone Magazine, 2007
- BMW Initiative Award, 2007
- Golden Nica, Prix Ars Electronica, “Digital Musics”, 2008
- Yellow Pencil, D&AD Awards Yellow Pencil, “Digital Installations”, 2088
- Yellow Pencil, D&AD Awards Yellow Pencial, “Environmental Design Installations”, 2008
- MIDEM Hottest Music Biz Start-Up Award, 2008
- Segon premi, Concurs Idees de negoci, 2008